# エキサイティング競馬 (関西テレビ)
『エキサイティング競馬』（エキサイティングけいば）とは、1987年4月26日から1991年9月29日まで関西テレビなど西日本（愛知県以西）のフジテレビ系列で毎週日曜日に放送されていた中央競馬中継のタイトルである。

## 概要
京都・阪神競馬場開催分は関西テレビ、中京競馬場開催分は東海テレビ、小倉競馬場開催分はテレビ西日本がそれぞれ制作を担当していた。また、京都と阪神での開催がなく、中京および小倉のいずれかのみが開催している場合は、関西テレビエリアでも東海テレビおよびテレビ西日本制作分の内容で放送されていた（なお、開催日割が例年と異なるなどの理由で、中京と小倉が同時開催となった場合は、関西テレビエリアでは東海テレビ制作分の放送を行っていた）。
関西テレビ制作の放送では、1984年の桜花賞の中継より取り入れていた視聴者参加型のクイズ形式を継承し、3人1組の視聴者チームが解説者の予想を頼りに馬券を模擬購入し、的中すればその配当倍率によって海外旅行がプレゼントされるという体裁を取り入れていた。
1990年の9月は通常開催すべき阪神競馬場での開催が改修工事のため中京競馬場で代替となったが、番組の形式は中京ローカル開催に準じたもので、東海テレビのみ中京競馬のオリジナル版、それ以外は関西テレビのスタジオから競馬ファンを集めた公開生放送方式で行われたことがあった。なお、1991年の3月と9月も同様に阪神の開催が中京の代替開催となったが、この時は関西テレビも東海テレビの中継をネット受けした。
東海テレビ制作の放送では、番組内で（不規則ではあるが）チャイムが鳴ると約3分間、プレゼントの当たるクイズ「チャイム プレゼント」を行っていた。このコーナーは過去のGIレースの名像を流し、そのレース名または勝馬名をはがきで応募するシステムである。賞品はビデオデッキやテレビ受像機などの家電製品が主であった。なお、名古屋国際女子マラソンが開催される日や、その他の理由で自局のアナウンサーが不在になる時には他局（福島テレビ、北海道文化放送、関西テレビのいずれか）のアナウンサーが実況していたこともあり、このうち1987年6月28日開催の金鯱賞と1988年7月3日開催の中日スポーツ賞4歳ステークスの実況は関西テレビの杉本清が代理実況をしていた。この代理実況は『中央競馬ビデオ年鑑 Vol.8 昭和62年度前期重賞競走』『中央競馬ビデオ年鑑 Vol.11 昭和63年度後期重賞競走』で確認できる。
1957年から1989年まで、一部の年を除いて、曜日にかかわらず、昭和天皇の誕生日である4月29日に春の天皇賞が開催されていたが、当番組の放送曜日である日曜日以外の春の天皇賞中継については、土曜日以外の曜日では、『3時のあなた』（1988年は『TIME3』）の番組内で実況中継され、土曜日の場合は特別番組を設けて中継を行った。
当番組の放映当時は場外勝馬投票券発売所（ウインズ）が全国的に普及していなかったこともあり、西日本エリアのフジテレビ系列で当番組をネットしなかった局も多かった。

## 制作局のスケジュール
| ネット局                   | 1月上旬〜中旬  | 小倉1月下旬〜2月中旬 | 2月下旬        | 中京3月        | 4月上旬〜6月中旬 | 中京6月中旬〜7月上旬 | 小倉7月中旬〜9月上旬 | 9月上旬〜11月下旬 | 中京12月       |
| -------------------------- | -------------- | -------------------- | -------------- | -------------- | ---------------- | -------------------- | -------------------- | ----------------- | -------------- |
| 関西テレビ （下記3局以外） | 関西テレビ制作 | 関西テレビ制作       | 関西テレビ制作 | 関西テレビ制作 | 関西テレビ制作   | 東海テレビ制作       | テレビ西日本制作     | 関西テレビ制作    | 関西テレビ制作 |
| 東海テレビ                 | 関西テレビ制作 | 関西テレビ制作       | 関西テレビ制作 | 東海テレビ制作 | 関西テレビ制作   | 東海テレビ制作       | テレビ西日本制作     | 関西テレビ制作    | 東海テレビ制作 |
| テレビ西日本               | 関西テレビ制作 | テレビ西日本制作     | 関西テレビ制作 | 関西テレビ制作 | 関西テレビ制作   | 東海テレビ制作       | テレビ西日本制作     | 関西テレビ制作    | 関西テレビ制作 |

## 出演者

### 関西テレビ制作
- 司会：小野ヤスシ、東ちづる（1987年4月〜1989年） → 斉藤絵里（1990年〜、後続の「ドリーム競馬」も続投）
- 解説者：大坪元雄
- パネリスト（予想者）：松本暢章（アナウンサー。番組内では「競馬博士」と称されていた）、須貝四郎（元JRA騎手）、末広真季子、川田重幸（競馬エイトトラックマン）
- 実況：杉本清、馬場鉄志、山本浩之（1990年まで）、石巻ゆうすけ（番組開始後に増員）、大橋雄介（山本の後任として起用）
- アシスタント：浅野まゆか、永井美知、上出佳子、仲村麻由子
- オープニングBGM：オリヴィア・ニュートンジョンの『ザナドゥ』。

### 東海テレビ制作
- 司会：黒沢良（後続の「ドリーム競馬」も1995年まで続投）
- 解説者：大坪元雄、川口大樹（裏開催時のみ）、山口梅治、草野武志
- 実況：吉村功、磯野正典、植木圭一、宗宮修一
- オープニングBGM：フジテレビ・スポーツテーマ。

### テレビ西日本制作
- 司会：森乃福郎
- アシスタント：吉田名津子
- 解説者：大坪元雄、須貝四郎(元JRA騎手)
- 実況：佐藤征一
- オープニングBGM：フジテレビ・スポーツテーマ。